# Baldersskolan, Staffanstorp
Baldersskolan är en grundskola i Staffanstorp, Skåne. Skolan erbjuder undervisning för elever i F-9 och ingår i Staffanstorps kommuns utbildningssystem. Skolan är belägen centralt i Staffanstorp och är uppkallad efter parken Baldershage, som ligger bredvid. Skolan erbjuder fritidshem för yngre elever, vilket ger omsorg och aktiviteter efter skoltid.

## Historia
Skolans historia går tillbaka till den tidigare Centralskolan, som ritades av arkitekten Bror Thornberg och byggdes på 1950-talet. År 2005 bytte Centralskolan namn till Baldersskolan. 2013 genomgick skolan en omfattande ombyggnation, vilket resulterade i att den blev Staffanstorps första kompletta F–9-skola.